# Bertram Fletcher Robinson
Bertram Fletcher Robinson (Liverpool, 22 agosto 1870 – Ipplepen, 21 gennaio 1907) è stato uno sportivo e giornalista inglese; fu anche attivista politico e scrittore, e tra il 1893 e il 1907 scrisse circa 300 articoli, tra i quali una serie di racconti che narrano di un detective chiamato 'Addington Peace'.
Nel 1900 strinse amicizia con lo scrittore e drammaturgo inglese Arthur Conan Doyle (creatore del famoso detective Sherlock Holmes) durante un viaggio in nave da Città del Capo a Southampton. Varie fonti citano che nello stesso anno Robinson incontrò Doyle e gli raccontò di varie leggende inglesi di cani spettrali e che lo stesso Robinson scrisse, poco tempo dopo, un manoscritto intitolato An Adventure on Dartmoor ambientato nell’altopiano della contea del Devon.
Nel 1901 Arthur Conan Doyle pubblicò The Hound of the Baskervilles (Il mastino dei Baskerville) ambientato nell'altopiano della contea del Devon.
Quando chiesero a Doyle conto di questa somiglianza egli ammise che doveva l'ispirazione per questa storia al suo amico Robinson.